# Atanycolus nigriventris
Atanycolus nigriventris är en stekelart som beskrevs av Vojnovskaja-krieger 1935. Atanycolus nigriventris ingår i släktet Atanycolus och familjen bracksteklar. Inga underarter finns listade.